# Сборная Тайваня по теннису в Кубке Билли Джин Кинг
Сборная Тайваня (Китайского Тайбэя) по теннису в Кубке Федерации — представитель Тайваня (Китайской Республики) в Кубке Федерации.
Капитаном команды является Ван Шитин.
Команда Тайваня дебютировала в Кубке Федерации в 1972 году. Лучший результат — второй раунд (1/8 финала) в 1981 году. Лучший результат после введения Мировой группы в 1991 году — участие во II Мировой группе в 2017 году. 11-12 февраля Тайвань проиграл сборной России в гостевом матче 1:4. В играх принимали участие Ли Ясуань, Чжан Кайчжэнь, Чжань Цзиньвэй и Hsu Ching-wen.